# Hypnodendron speciosissimum
Hypnodendron speciosissimum là một loài Rêu trong họ Hypnodendraceae. Loài này được (Sull.) Mitt. mô tả khoa học đầu tiên năm 1873.